# Ilkhanatet
Ilkhanatet (persiska: ایلخانان; mongoliska: Хүлэгийн улс) var ett mongoliskt rike i Väst- och Centralasien under högmedeltiden. Det inkluderade bland annat hela eller delar av dagens Turkiet, Armenien, Georgien, Azerbajdzjan, Irak, Iran, Turkmenistan, Afghanistan och Pakistan. Riket uppstod år 1256 efter de mongoliska erövringarna av Persien och utgjorde ursprungligen den sydvästra delen av det enade Mongolväldet. Ilkhanatet kollapsade fullständigt efter år 1335 men titeln ilkhan fortsatte att vara i bruk i runt 20 år därefter för att ge symbolisk legitimitet till de olika rivaliserande dynastier och riken som tog makten i dess ställe.

## Historia

### De mongoliska erövringarna av Centralasien och Persien
I början på 1200-talet regerades dagens Iran liksom en stor del av Centralasien av den khwarezmidiska dynastin. År 1219 invaderades Khwarezmriket av mongolerna under Djingis khan i ett synnerligen blodigt erövringståg, där det väldiga rikets städer plundrades och ödelades och befolkningen antingen massakrerades eller förslavades. Inom loppet av bara ett par år stod Djingis khan som segrare och shah Muhammed II av Khwarezm drevs på flykt genom sitt fallna rike, jagad av de mongoliska härförarna Jebe och Tsubotai. Efter att Djingis khan avled år 1227 avbröts under ett par år erövringen av Persien, fram till att Ögödei år 1230 skickade en armé under Chormagan för att en gång för alla krossa khwarezmiderna. Den sista khwarezmidiske shahen, Jalal al-Din Mengübirti, lyckades aldrig att återställa sin makt i hela Persien efter nederlaget under den första mongoliska invasionen utan hamnade i ständiga strider mot grannländer och tronpretendenter. Chormagan besegrade de sista resterna av shahens armé och fortsatte därefter fälttåget västerut mot Kaukasus där de kristna kungadömena Georgien och Armeniska Kilikien tvingades underkasta sig mongolisk överhöghet. Runt år 1237 stod merparten av Persien, Kaukasus, Afghanistan och Kashmir under mongolerna. Efter slaget vid Köse Dağ år 1243 besegrades Rumsultanatet av en mongolisk armé under Baiju, som hade utsetts till Chormagans efterträdare, varpå seldjuksultanen i Anatolien tvingades bli en vasall till Ögödei.

### Ilkhanatets grundande
Mongolerna hade förhållandevis svag kontroll över Persien och de angränsande länderna åren efter erövringen på 1240-talet. Efter Möngke khans trontillträde år 1251 blev hans bror Hülegü ålagd att underkuva de muslimska kungadömena i väst "så långt som gränsen till Egypten". Detta blev början på den mongoliska invasionen av västra Asien, som kom att pågå åren 1253–1260 och leda till Mongolväldets definitiva kontroll över denna del av världen. Hülegü anlände i Transoxanien år 1255 och sägs ha tagit med sig en armé så stor att den bestod av en femtedel av alla mongoliska soldater plus deras familjer. Detta innebar att hans fälttåg snarare tog sig formen av en massmigration av en stor del av den mongoliska befolkningen. Hülegü tog sig titeln il-khan, den underdåniga eller lydiga khanen, en härskartitel även hans efterträdare tog och som kom att beteckna hans rike. Efter det mongoliska nederlaget vid slaget vid Ain Jalut i september 1260 övergav mongolerna sina planer på en fortsatt expansion in i Egypten. Hülegü bosatte sig i Persien efter en överenskommelse med sin bror Kublai khan, som efterträdde Möngke som mongolernas storkhan vid dennes död år 1259.
Hülegü, ett av Djingis khans barnbarn, regerade som ilkhan fram till sin död 1265 och efterträddes då av sin son Abaqa, och khanatet styrdes därefter vidare av hans ättlingar. Redan i början på 1260-talet agerade Ilkhanatet i allt väsentligt självständigt, men erkände trots det Kublai som storkhan av Mongolväldet. Efter Kublais död år 1294 blev Ilkhanatet liksom Yuandynastin, Tjagataikhanatet och Gyllene horden helt fristående och oberoende riken.

### Rikets sönderfall
Efter att den nionde ilkhanen Abu Sa'id Bahadur Khan avled år 1335 utan vare sig tronarvinge eller utsedd efterträdare började khanatet raskt falla sönder. Det splittrades i flera mindre riken varav jalayiridernas sultanat var det mest framträdande. De olika efterträdarstaterna utsåg sina egna kandidater till ilkhanens tron och det fanns tidvis flera samtidiga tronpretendenter med konkurrerande anspråk, men samtliga var maktlösa marionetter till de regionala dynastier som nu hade den egentliga makten. Den siste av de mer okända pretendenterna med anspråk på att vara rättmätig ilkhan, Togha Temür, mördades år 1353 vilket vissa källor anger som det år då Ilkhanatet som sådant anses ha upphört att existera. Timur Lenk byggde senare en stat utifrån bland annat jalayiridernas rike med sina mongoliska föregångare som förebild.

## Politik
Efter Möngkes död 1259 övergick mongolerna från destruktiv erövring till förvaltning av de nya territoriet. De sex första ilkhanerna förespråkade det traditionellt mongoliska och en nomadisk livsstil, och var motståndare till jordbruk och städer. Under denna perioden var mongolerna en privilegierad klass som levde separerat från den övriga befolkningen, som förslavades och tvingades till höga skatter.
Ekonomin i regionen var på nergång, inte minst för att jordbruket hade fått gå tillbaka till förmån för en nomadisk livsstil. Den sjunde ilkhanen Mahmud Ghazan ändrade den politiska inriktningen och ville skapa en stark centralmakt baserat på de iranska traditionerna. Han reformerade skattesystemet, vilket fick fart på den inhemska handeln. För att underlätta återupplivandet av städerna minskade han dramatiskt vissa skatter.

## Religion
För första gången i islams historia var en större grupp muslimer under styre av en icke-muslimsk makt, något som inte var helt okomplicerat. Hülegü var schamanist men efter hans död 1265 stärktes den tibetanska buddhismen. Kristendomen fick aldrig något stort fotfäste i riket, och kristenheten representerades i första hand av nestorianismen. De mongoliska khanerna hade en hel del problem med de muslimer de styrde över och stridigheter mellan buddhister och muslimer ökade successivt. Problemen blev så stora att Arghun (regeringstid 1284–1291) skickade sändebud till påven för att få till stånd ett mongoliskt-kristet korståg mot muslimerna, något som Nicolaus IV avböjde. Problemen med muslimerna minskade 1295 efter att ilkhan Ghazan själv helt enkelt konverterade till islam i samband sitt trontillträde. De mongoliska inslagen i språket och kulturen ersattes därefter snabbt av en persisk dito. Ghazan, som tog det muslimska namnet Mahmud, utplånade alla buddhistiska byggnader medan judarna, buddhisterna och de kristna förlorade den jämställda status som de tidigare haft.

## Regentlängd
| Regent                                         | Regeringstid | Not |
| ---------------------------------------------- | ------------ | --- |
| Hülegü                                         | 1256–1265    | Barnbarn till Djingis khan. |
| Abaqa                                          | 1265–1282    | Son till Hülegü. Var under stor del av sin regeringstid i inbördeskrig med Tekuderna.                                                              |
| Teguder                                        | 1282–1284    | Bror till Abaqa. Förespråkade islam. |
| Arghun                                         | 1284–1291    | Son till Abaqa. Störtade Teguder. Hade regelbunden kontakt med påven.                                                                              |
| Gaykhatu                                       | 1291–1295    | Bror till Arghun. |
| Baydu                                          | 1295         | Kusin till Gaykhatu. Regerade i bara fem månader.                                                                                                  |
| Mahmud Ghazan                                  | 1295–1304    | Ättling till Djingis khan. Konverterade till islam 1295.                                                                                           |
| Öljaitü                                        | 1304–1316    | Bror till Mahmud Ghazan. Ökade handeln med Europa. Han storslagna grav i Soltaniyeh är det bäst kända monumentet från ilkhanernas styre i Persien. |
| Abu Sa'id                                      | 1316–1335    | Lämnade ingen efterträdare. |
| Rivaliserande regenter efter sönderfallet 1335 |              | |
| Arpa Ke'un                                     | 1335–1336    | |
| Musa                                           | 1336–1337    | Marionett till Ali Padshah, ståthållaren i Bagdad.                                                                                                 |
| Muhammad Khan                                  | 1336–1338    | Marionett till jalayiriderna. |
| Sati Beg                                       | 1338–1339    | Marionett till chobaniderna. |
| Suleiman Khan                                  | 1339–1343    | Marionett till chobaniderna, erkändes som rättmätig ilkhan av sarbadarerna 1341–1343.                                                              |
| Jahan Temur                                    | 1339–1340    | Marionett till jalayiriderna. |
| Anushirwan                                     | 1343–1356    | Marionett till chobaniderna. |
| Ghazan II                                      | 1356–1357    | Marionett till chobaniderna, endast känd från mynt.                                                                                                |
| Pretendenter från östra Persien                |              | |
| Togha Temür                                    | ca 1338–1353 | Periodvis erkänd som rättmätig ilkhan av kartiderna, jalayiriderna och sarbadarerna.                                                               |
| Luqman                                         | 1353–1388    | Son till Togha Temür. |

## Galleri

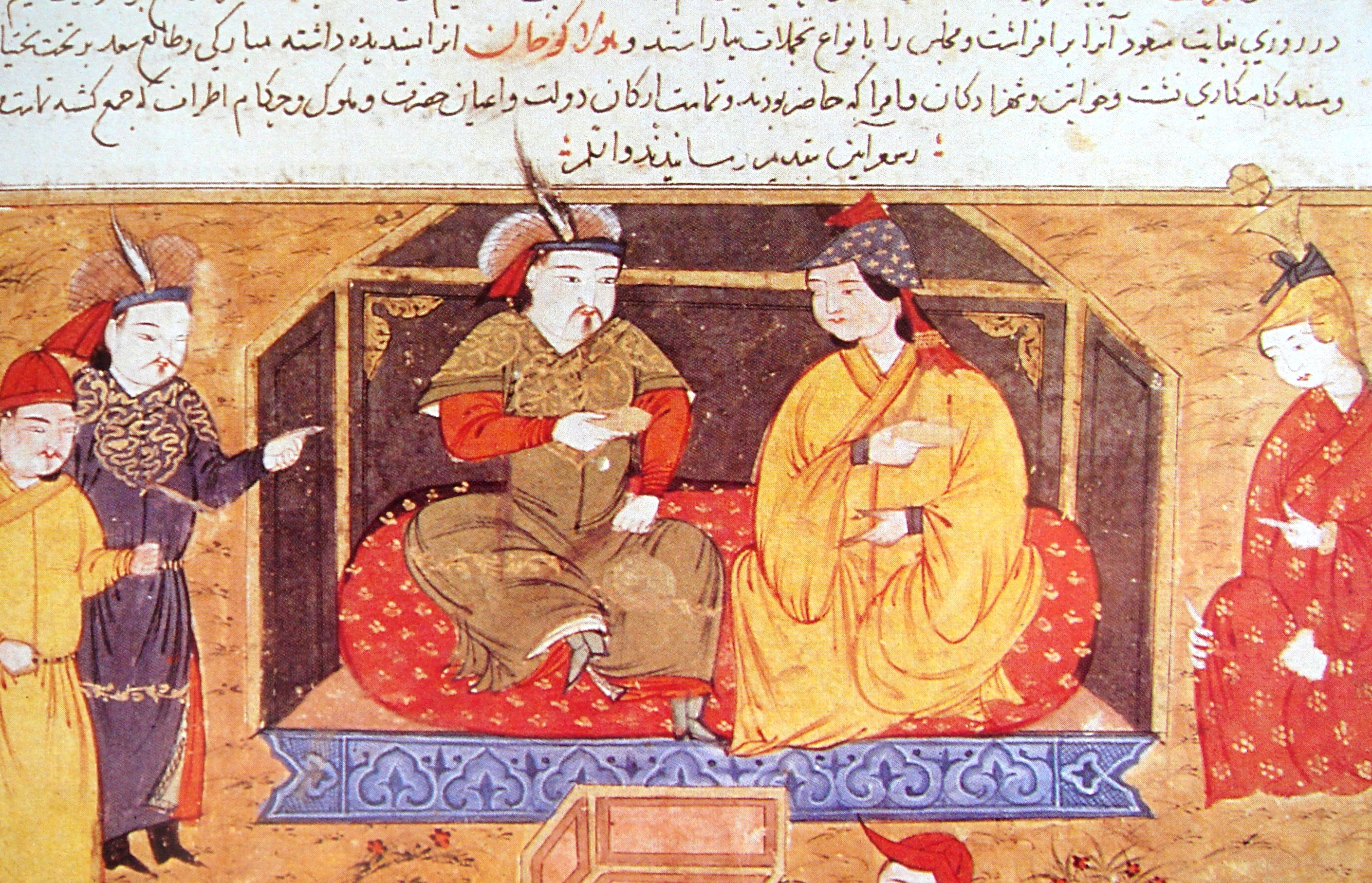
Hülegü khan med sin kristna drottning Dokuz Khatun.
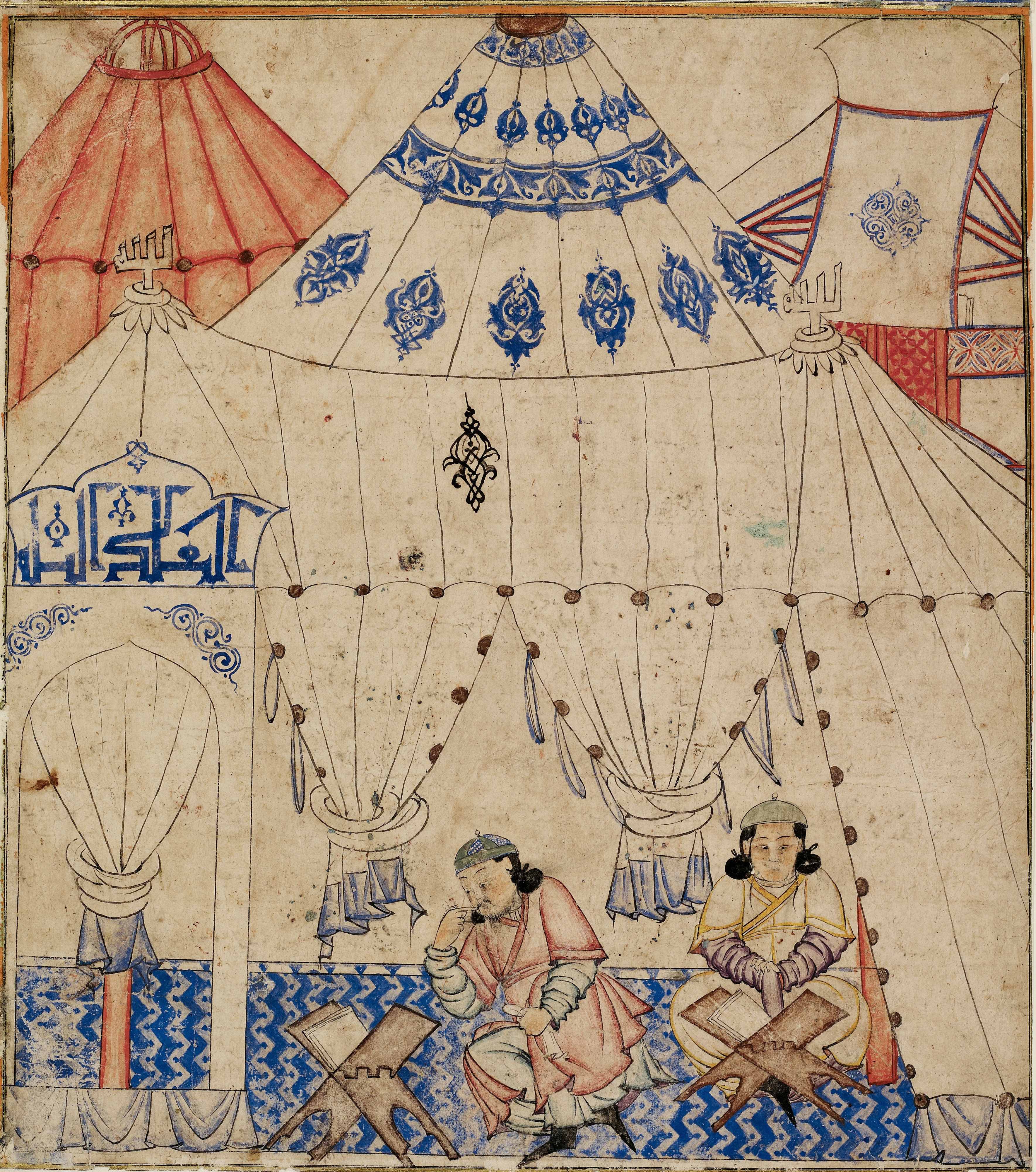
Mahmud Ghazan studerar koranen.
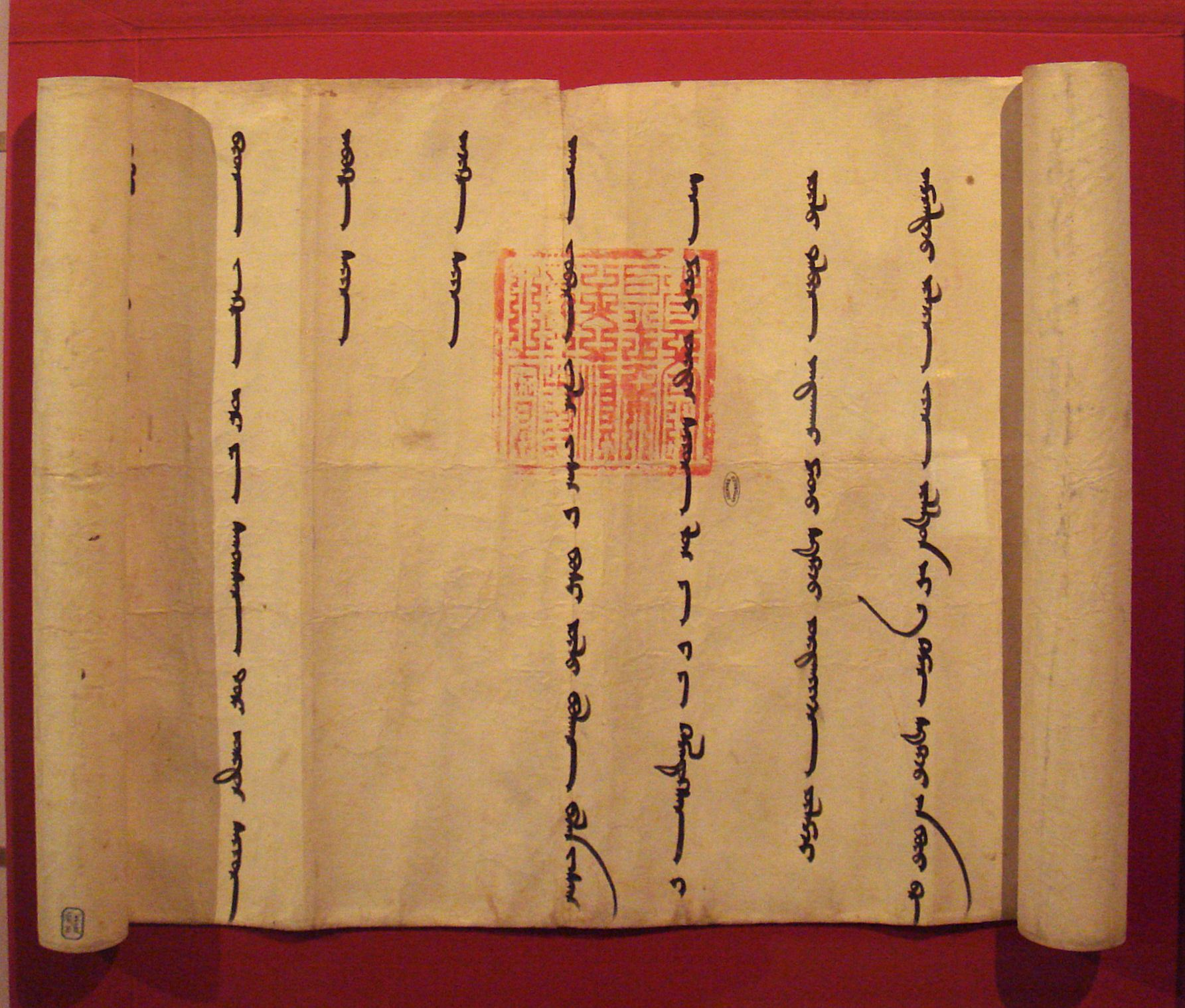
Brev skrivet 1305 av Öljeitü med Ilkhanatets officiella röda kvadratiska stämpel.
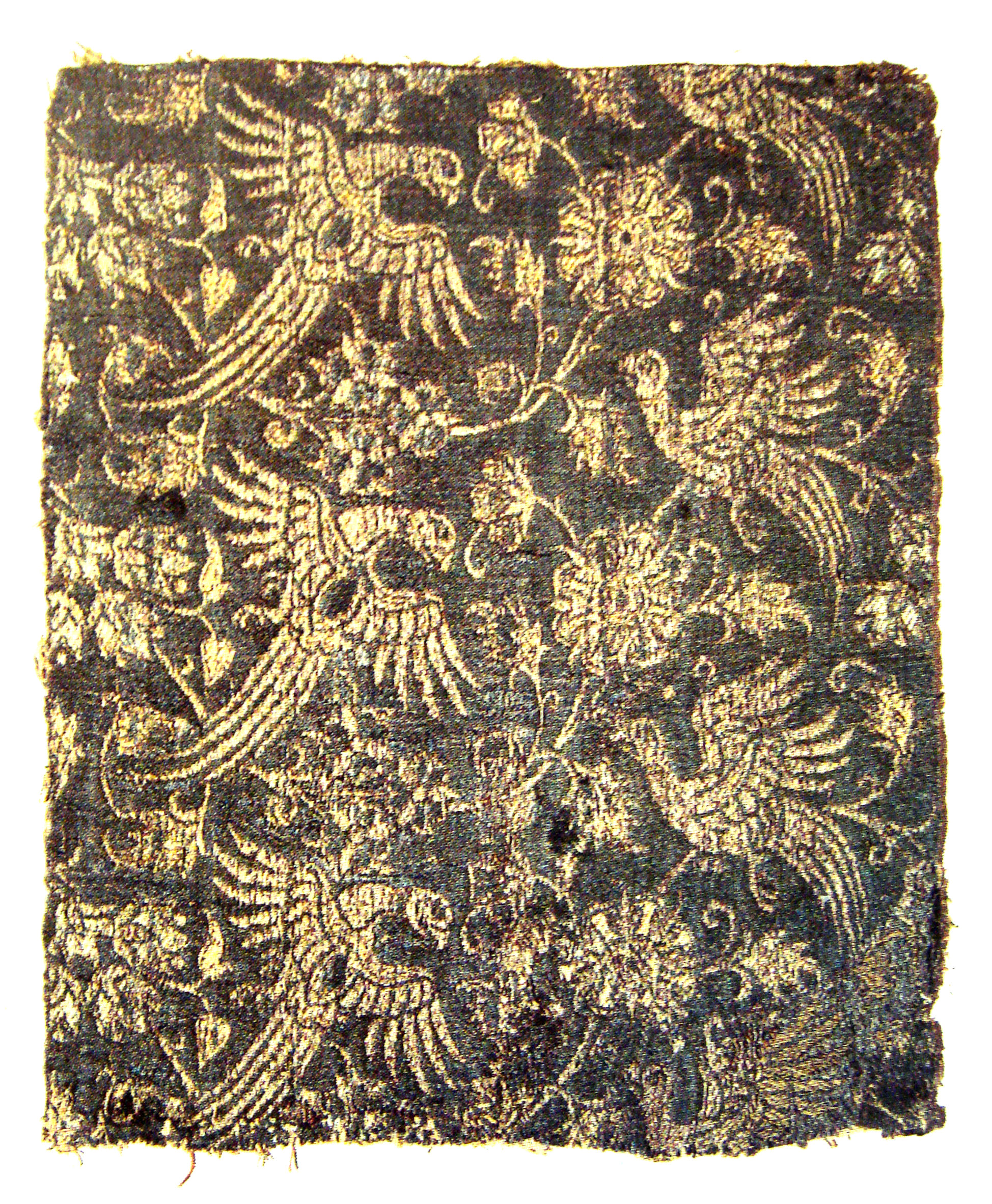
Lampas från Ilkhanatet, 1300-talet.